# Petizione Oregon
La Petizione Oregon è il nome dato comunemente ad una petizione che si oppone al protocollo di Kyoto, promossa tra il 1999 ed il 2001 dall'Oregon Institute of Science and Medicine (OISM), organizzazione fondata dal biochimico Art Robinson. In quel periodo gli Stati Uniti negoziavano con altri paesi l'implementazione del protocollo prima che l'amministrazione Bush si ritirasse dal processo nel 2001. Il testo della petizione fu redatto da Frederick Seitz (1911 - 2008), fisico di chiara fama, già presidente dell'Accademia per le scienze degli Stati Uniti, cofondatore dell'Istituto George C. Marshall, consulente dell'industria del tabacco e scienziato preminente fra gli scettici sul cambiamento climatico. Frederick Seitz fu criticato da Naomi Oreskes ed Erik Conway nel libro Mercanti di dubbi per aver creato confusione e dubbi sulle conseguenze del fumo passivo, delle pioggie acide, del buco nell'ozono e del riscaldamento globale.
La petizione è la quarta e la più nota sull'argomento, e vorrebbe dimostrare la mancanza di consenso scientifico sull'origine antropica del riscaldamento globale. Le altre sono lo "Statement by Atmospheric Scientists on Greenhouse Warming" (1992), l'Appello di Heidelberg e la "Dichiarazione di Lipsia".
La petizione, nelle parole del suo promotore Art Robinson, è stata firmata da circa 31.000 persone in tutto il mondo, 9.000 delle quali dichiaravano di essere in possesso almeno di un Ph.D. Esaminando la lista dei nomi, è stato tuttavia accertato che la maggior parte dei firmatari in possesso di titoli accademici avevano un titolo in ingegneria e solo un sesto possedevano titoli in discipline specifiche come fisica dell'atmosfera, climatologia o scienze della terra; inoltre, non era chiaro quanti dei firmatari in possesso di un titolo specifico fossero scienziati impegnati attivamente in ricerche. Un'analisi della lista effettuata nel 2003 da Scientific American suggerisce che solo duecento scienziati di climatologia e fisica dell'atmosfera abbiano firmato la petizione.